# Žakárové vzorování textilií
Žakárové vzorování textilií je způsob výroby plošných textilií s pomocí zařízení, kterým se dá ovládat každá jednotlivá osnovní nit, resp. pletací jehla nezávisle na ostatních a tak se dají vytvářet plastické vzory v nadměrné velikosti. Velikost a tvar vazby jsou jinak u tkacích a pletacích strojů omezeny možností umístění vazebních nástrojů (např. maximálně 28 listů prošlupního zařízení na tkacím stroji, max. 90 kladecích lišt u pletacích rašlů).
Zařízení pro tkací stroje vynalezl v roce 1795 Francouz Joseph Marie Jacquard. Zařízení konstruovaná na Jacquardově principu se asi o 40 let později stala nezbytnou součástí bobinetových strojů a koncem 19. století se začala používat také na některých typech pletacích strojů. 
První tkalcovské stavy (s pedálovým pohonem) měly být v Číně už v 7. století vybaveny zařízením na pohyb jednotlivých nitěnek řízený děrovanými kartami. Používaly se např. k výrobě brokátu.

## Žakárové prošlupní zařízení na tkacích strojích

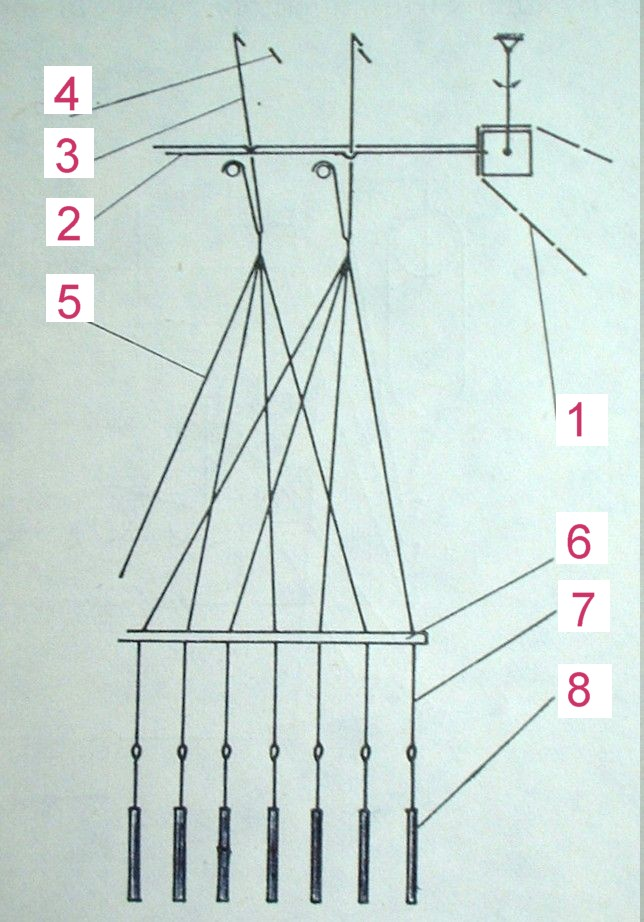
Schéma žakárového stroje

Funkce „klasického“ žakárového stroje je znázorněna na schematickém nákresu vpravo:
Na kartovém pásu (1) je dírkami naprogramován vzor tkaniny. Pás působí na jehly (2), které ovládají platiny (3) tak, že při styku s patřičnou dírkou je platina zvedána nožem (4). K platině je připojena zdvižná šňůra (5) vedená otvorem v řadnici (6), na šňůře je upevněna nitěnka (7), na které je zavěšeno závažíčko (8) stahující nitěnku do dolní polohy.
Při každém zvedu platiny přichází nitěnka s navedenou osnovní nití do horní polohy prošlupu a vytvoří tzv. osnovní vazný bod. Při plném místě v programové kartě zůstává platina v dolní poloze a na příslušné osnovní niti se vytvoří útkový vazný bod.
Starší stroje byly konstruovány buďto jako jednozdvižné (dnes používané jen pro ruční stavy), tj. každá nitěnka byla ovládána jednou platinou, novější žakáry (asi od 2. poloviny 20. století) pracují jako dvojzdvižné, na těch připadají na každou nitěnku dvě platiny přicházející střídavě do činnosti. 
Začátkem 80. let minulého století přišly na trh elektronicky řízené žakáry, u kterých se přenáší vzorovací program z počítače (bez děrovacích karet) přes tzv. elektromagnetické moduly na nitěnky. Tato zařízení dosahují (v roce 2008) až 1100 obr./min.  (zatímco u žakárů řízených děrovacími kartami se počítalo s rychlostí asi do 400 obr./min.).
Moderní zařízení se staví až s cca 18 000 platinami. Na jeden tkací stroj se dají umístit také dva přístroje s celkovým počtem přes 24 000 platin. To znamená, že s dvouzdvižnými žakáry se mohou tkát vzory s teoretickou šířkou až 12 000 nití. V praxi se však část platin používá pro vzorování krajů tkaniny, záměnu různobarevných útků apod. 
Žakárová ústrojí se vyrábí také ve speciálním provedení pro tkaní plyšů, smyčkových, 3D , technických tkanin, stuh aj. 

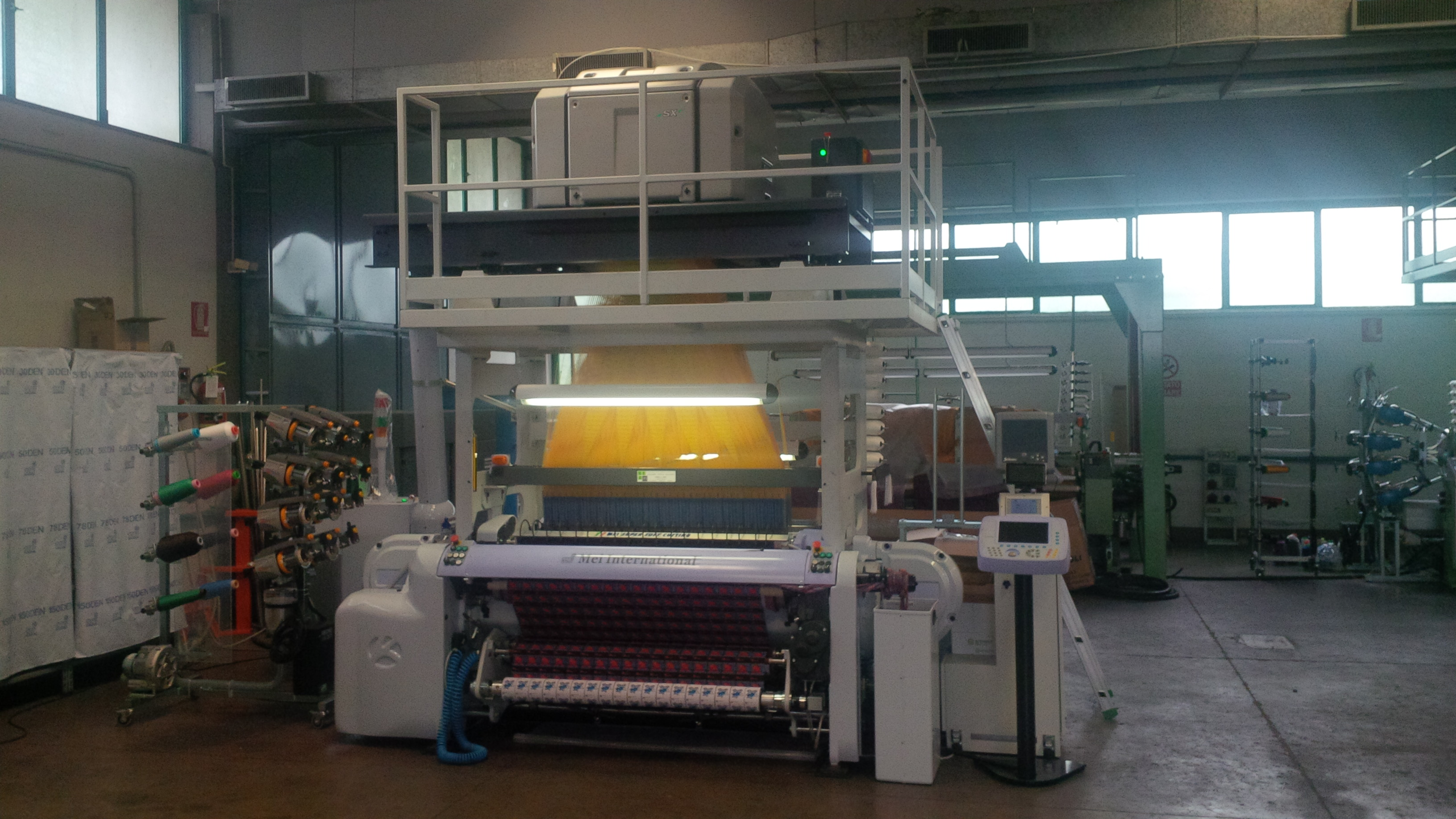
Elektronický žakár s 2688 platinami na tkacím stroji z roku 2015

Výrobou žakárových strojů se zabývaly od konce 19. století hlavně německé a švýcarské firmy, na začátku 21. století byla větší část výroby standardních zařízení přemístěna do Číny a Indie. V roce 2004 bylo celosvětově v provozu 75 000 strojů (tj řádově 1 % celkové kapacity tkalcoven), ročně se mělo instalovat cca 5 000 nových zařízení.
Ve 20. století existovalo také několik menších českých výrobců, poslední český model pochází z 80. let. 

### Žakár bez zdvižných šňůr

#### Pohyb nitěnek listovými péry
Funkce stroje: Pohyb nitěnek je odvozen od roztahování a smršťování speciálních listových per. Nitěnky se pohybují aktivně v obou směrech, to znamená, že nejsou zapotřebí elementy (závaží), které by je stahovaly do dolní polohy. Protože každá nitěnka dostává impulzy k pohybu přímo od elektronického ovládacího zařízení, odpadají zdvižné šňůry. Stroj má podstatně menší objem než „klasická“ zařízení tohoto druhu, je upevněn přímo na tkacím stroji a poháněn krokovým motory.
Prototyp stroje byl poprvé předveden v roce 1999, v 2008 bylo zařízení ověřeno v praktickém provoze (na tkacím stroji s hydraulickým prohozem útku). Žakáry z roku 2015 mohou pracovat s hustotou osnovních nití až 45/cm na tkacích strojích s obrátkami do 1200/min. 

#### Pohyb nitěnek krokovými motory

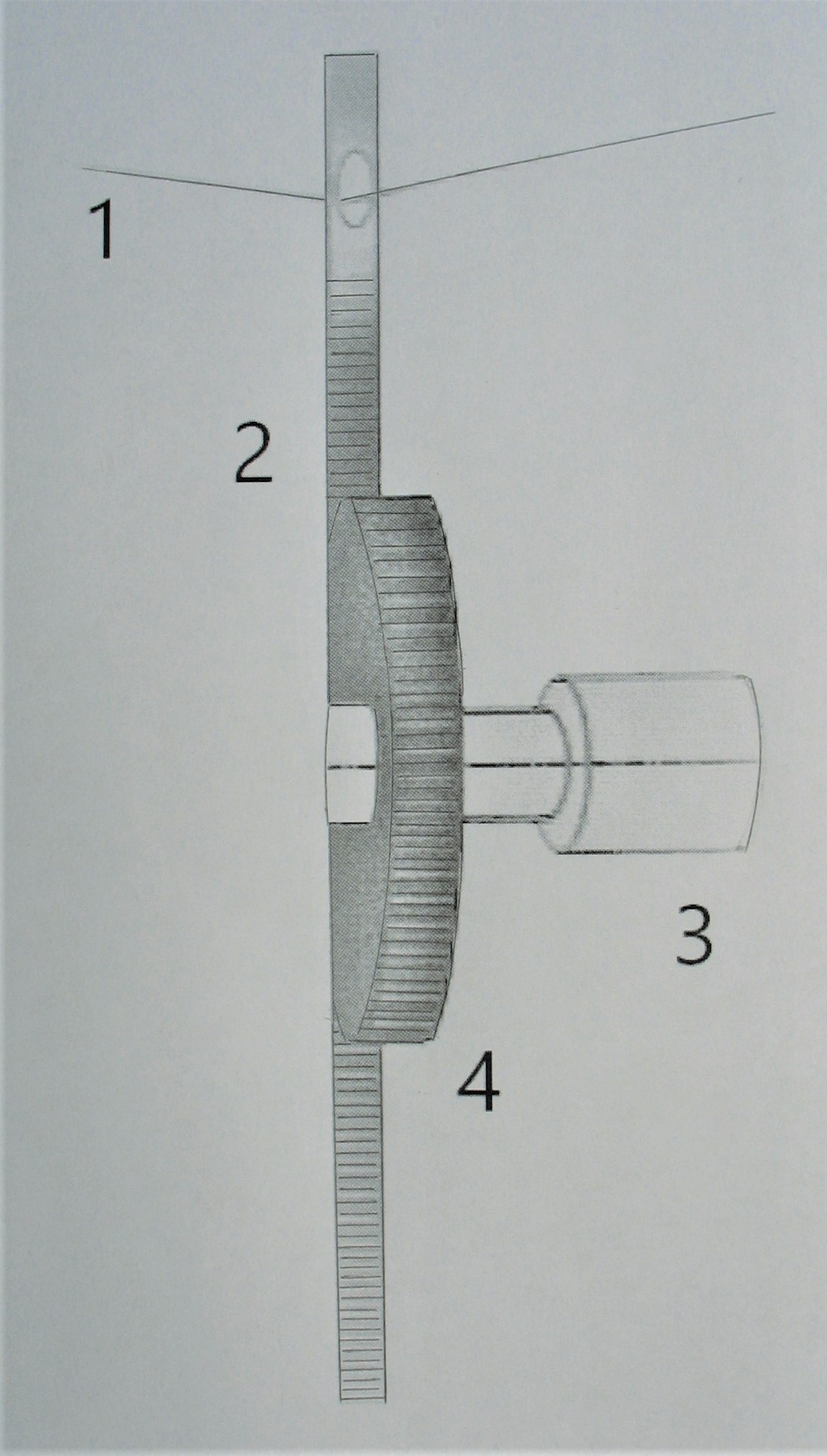
Schéma pohonu žakárové nitěnky krokovým motorem

Nákres vpravo znázorňuje schematicky pohon nitěnek přes ozubený převod:
Aktuátor (3) aktivuje krokový motor, který přes ozubené kolečko (4) pohybuje ozubenou lištou (2) s otvorem pro osnovní nit (1). Ozubená lišta nahrazuje dosavadní nitěnku.
Prošlup je seřiditelný tak, že jednotlivé lišty/nitěnky mohou být v různé výši a na stroji se dají vyrábět např. dvojité a trojdimenzionální tkaniny. Kapacita stačí na vzorování až ze 20 000 osnovních nití.
V prvních letech 21. století pracovala tato zařízení na strojích s prohozem útku až 2460 m/min. 
Zařízení s individuálním pohonem nitěnek – bez zdvižných šňůr – není (v roce 2016) podle některých českých odborníků v praktickém provozu rentabilní (vysoká pořizovací cena a spotřeba energie).

### Použití tkanin
původně na slavnostní oděvy a nábytkové potahy z přírodního hedvábí (snímek 4), později na povlaky, posteloviny a ubrusy z česané bavlny, nábytkové potahy (většinou z polyakrylové příze)
Podíl tkanin s žakárovým vzorováním obnášel např. v roce 2015 v Číně (jako největším výrobci textilií na světě) 3–4 % (z toho cca 95 % tkanin na bytové účely). Počet instalovaných tkacích strojů s žakárovým zařízením se odhadoval v roce 2011 v Číně na 1200.  Podrobná každoroční analýza světového trhu s žakárovými stroji se dá zakoupit za 2800 €. 

## Žakár na zátažných pletacích strojích

### Okrouhlé stroje

#### Druhy žakárových ústrojí
Pletací jehly se musí jednotlivě a vzájemně na sobě nezávisle pohybovat.
U mechanických systémů vzorování je vzorovací program připravený např. na filmu (kovovém pásu). Odtud se přenáší na jehly přes zámky, šoupátka, vzorovací kolečka, ohrocené bubínky apod..
Elektronický systém se zakládá např. na elektromagnetu nebo krokovém motoru řízeném počítačem (čas k předání impulsu je 1 milisekunda). Tyto nástroje pak ovládají speciální nárazníky, které bezprostředně ovlivňují pohyb jehel. Elektronické žakáry mohou být buďto jednolůžkové (3 polohy jehlového válce pro volbu jehel) nebo dvoulůžkové (jehlový válec se 3 polohami a jehlový talíř se 2 polohami).
Vzor může mít teoreticky rozměry (střídu vzoru) až 2,5×2,5 metry (praktické použití v těchto dimenzích není dosud známé), tj. skoro desítinásobek velikosti dosažitelné s mechanickým ústrojím. 

#### Druhy pletenin
Pleteniny s žakárovou vazbou jsou méně roztažné, protože často obsahují mezi očky a kličkami flotáže nebo chytové kličky.
U jednolícních vazeb jsou na lícní straně očka a na rubu flotáže mezi očky.
U oboulícních pletenin se tvoří na lícní straně vzory a na rubu v závislosti na druhu kladení kepr, (podélné nebo příčné) proužky nebo síťová vazba. Vzorování vzniká určitým seskupením (různobarevných) oček nebo kliček.
Známé jsou také reliéfové vzory. Reliéfový efekt se dosáhne tak, že se na některých jehlách tvoří dodatečná očka bez spojení s rubními očky a na lícní straně vznikají vypukliny. Rozeznává se jednoduchý, dvojitý a trojbarevný reliéf.

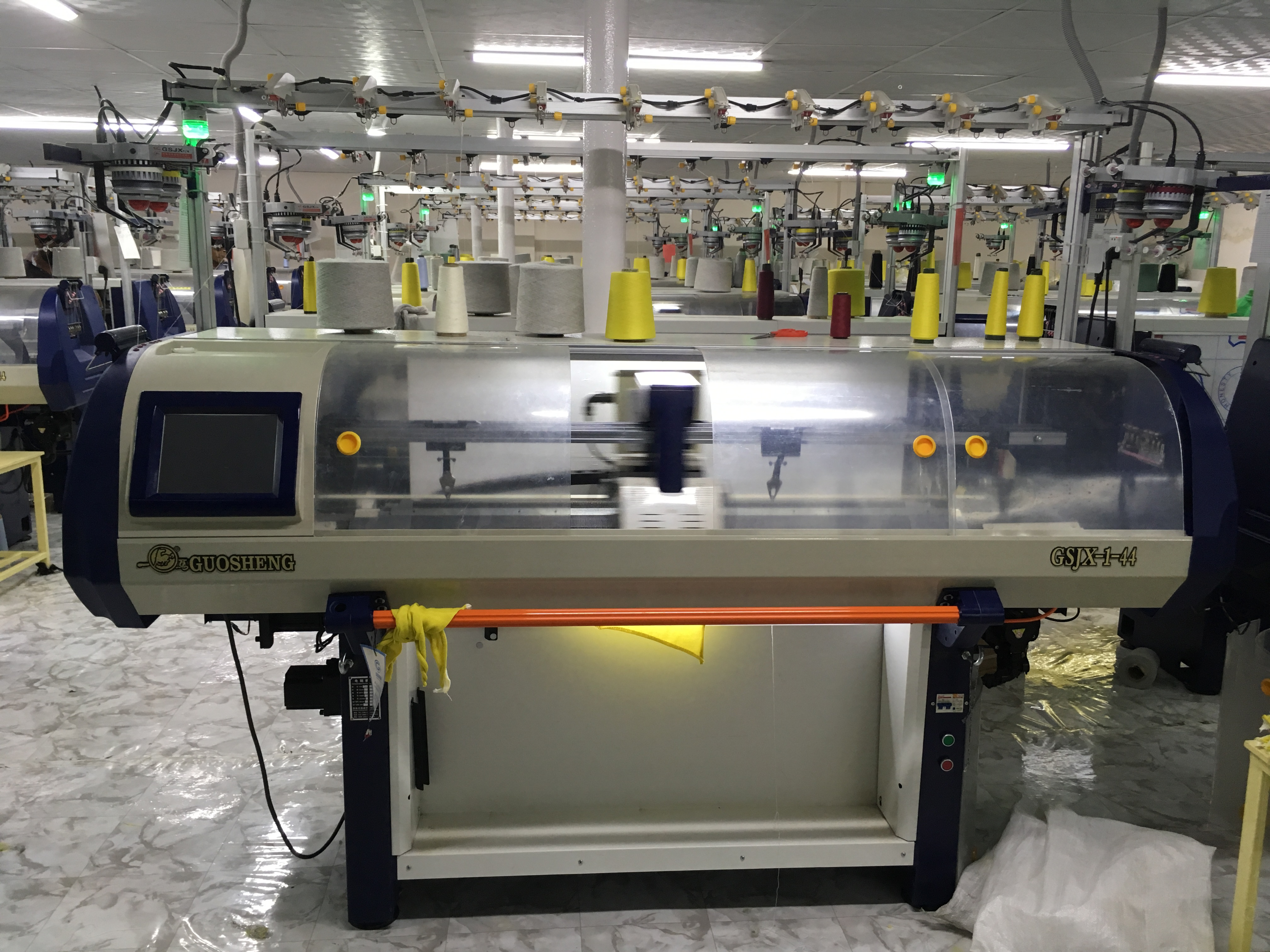
Plochý pletací stroj se žakárem (čínský výrobek ze 2. dekády 21. století)

### Ploché pletací stroje
Funkce žakárového ústrojí je srovnatelná se žakáry na okrouhlých strojích. U způsobů vzorování se zde rozeznává chytový, výplňkový a pestrobarevný žakár. Z výrazně plastických vzorů je známý např. copánkový  (viz snímek 5).

### Kotonové stávky
Hlavní nástroj mechanické části žakárového zařízení je zde platina.
U krycího vzorování se platina zasouvá mezi krycí a pletací jehlu, takže zůstávají na určitých místech viset smyčky.
Chytové vzorování se provádí tak, že se platina zasouvá před lis, takže lisování odpadá a namísto očka se tvoří jen klička 

## Žakár na rašlovém stroji

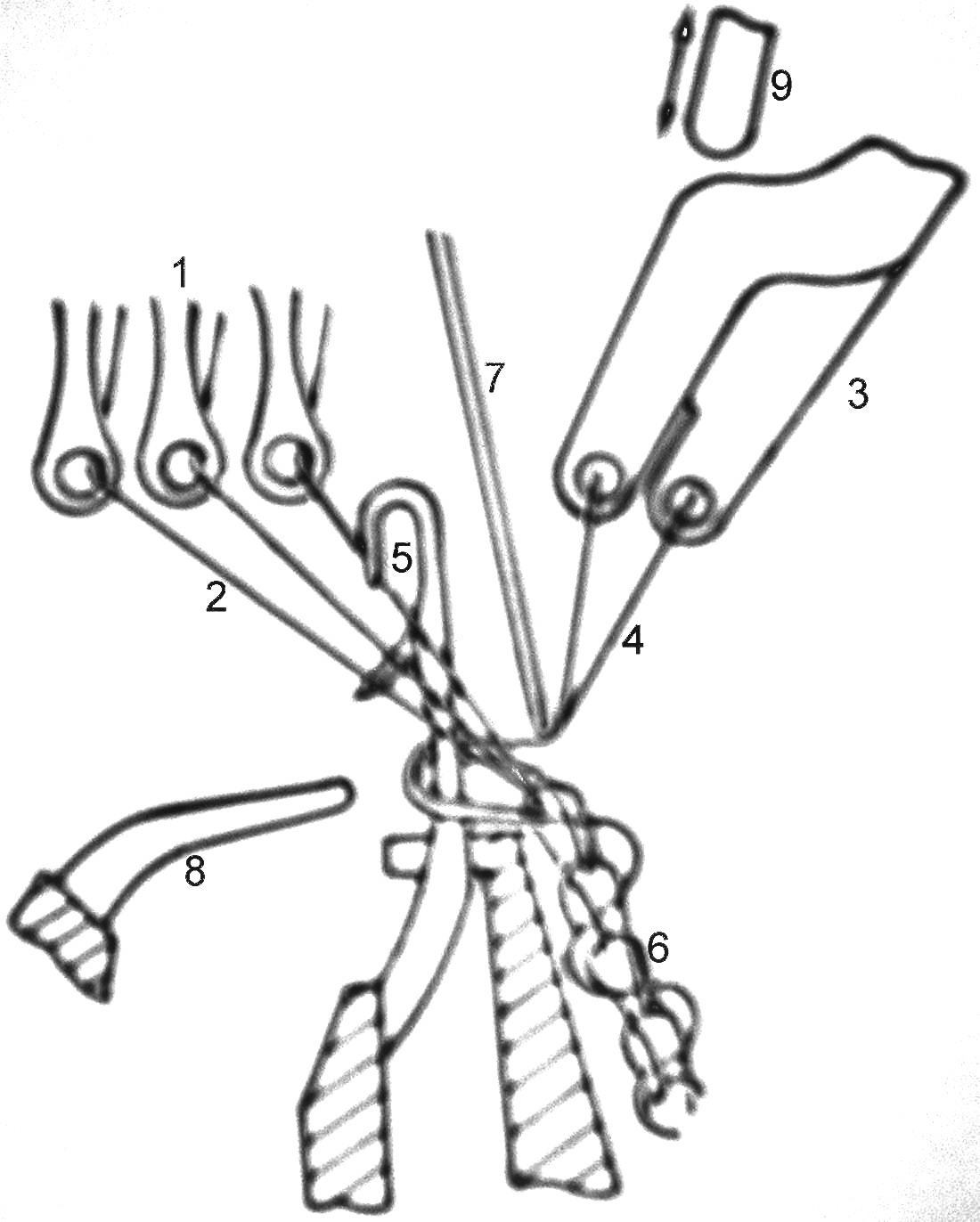
Rašl s žakárovým ústrojím

Funkce žakárového ústrojí je znázorněna na dolním nákresu:
Vedle kladecích jehel (1) pro základní osnovu (2) je na stroji lišta s žakárovými jehlami (3), které přivádějí vzorovací nitě (4) k jazýčkovým pletacím jehlám (5). K žakárovým jehlám je přiřazena lišta s vytěsňovacími kolíky (9), jejichž poloha určuje způsob kladení vzorovací nitě. Kolíky jsou ovládány přes zdvižné šňůry (podobně jako na tkacích strojích) mechanickým nebo elektronickým vzorovacím ústrojím. Každý kolík zasunutý mezi jehlami znamená, že se příslušná žakárová jehla nemůže posunout do strany a na daném místě se vzorovací nit klade dvojitě nebo vzniká v pletenině otvor. Jestliže se vytěsňovací kolík zvedne z mezery mezi jehlami, vykonává kladecí jehla normální pohyb určený vazbou pleteniny.
Součástí ústrojí je odhozový hřeben (8) a pro některé účely, např. k tvorbě výšivkových efektů se při žakárovém vzorování používá srážecí plech (7).
Ramínka žakárových jehel (ocelové plíšky) mohou být zahnutá tak, že dvě vzorovací niti jsou namísto vedle sebe vedeny za sebou – niti mohou mít rozdílnou barvu nebo tloušťku.
Žakárové ústrojí je (na rozdíl od tkalcovských žakárů) pevnou součástí pletacího stroje, zařízení se umísťuje na stabilních nosnících 3-4 m nad strojem. Součástí stroje je také nosný rám na cívky (s dodatečnou plochou nejméně 10 m2) – zatímco všechny ostatní niti k osnovnímu pletení jsou (po několika stech vedle sebe) navinuty na válech, pro žakárové vzorování se každá nit přivádí k pletacímu stroji jednotlivě z cívky. 
U některých nových konstrukcí (cca od začátku 21. století) se k ovládání žakárového ústrojí využívá tzv. piezoelektrický jev. Působením elektrického proudu se piezoelektrický materiál roztahuje nebo stahuje. Na každé žakárové jehle je piezoelektrická keramická ploška, přes kterou se ovládají výkyvy jehly vpravo nebo vlevo. Žakárové vzorovací jehly jsou obvykle sestaveny do segmentů po 16 nebo 32 elementech. Žakárové ústrojí se může kombinovat se standardním vzorovacím zařízením a na rašlu se tak dají zhotovit např. trojrozměrné reliéfové motivy. 

### Automatizované vzorování
Vzhled, konstrukce a způsob zhotovení pleteného vzoru jsou specifikovány zejména:
Vazbou, druhy a rozmístěním barevných nití, obsazení kladecích jehel (plné/prázdné), způsob pohybu kladecích jehel, postup jednotlivých úkonů při pletení 
Při digitálním vzorování se specifikace pleteniny vyjadřuje algoritmy počítačového programu, konkrétní údaje k výpočtu se získávají skenováním vzorku nebo nákresu vzoru.
Digitální hodnoty se u pestrobarevných vzorů doplňují údaji o barvách přízí a ve formě diskety nebo vzorovacího pásu předkládají pletacímu stroji.
Konstrukce mechanizmu žakárového ústrojí je přizpůsobena druhům pleteniny. Např. pro pohyb jehel při pletení krajkoviny se používá dvojkový mechanizmus, který koordinuje 6 klikových jednotek ovládajících přes vzorovací páčky celkem 47 jehel:
1. jednotka 1 jehlu – 2.jednotka 2 jehly – 3.jednotka 4 jehly – 4.jednotka 8 jehel – 5. a 6. jednotka po 16 jehlách.
Rašly s elektronickým žakárem jsou ve 2. dekádě 21. století v několika variantách specializované na určité druhy pletenin, např. spodní prádlo, sportovní oděvy, svrchní oblečení, záclonovinu
Jejich výkon dosahoval v roce 2011 u ukázkového stroje na veletrhu 1500 obr./min. (šířka 330 cm, 45 m2 pleteniny za hodinu), elastické žakárové krajky se daly vyrábět s 800 obr./min.

## Žakár na ostatních plošných textiliích

### Bobinet
Na bobinetových strojích ovládá žakárové zařízení přes vodicí lišty jednotlivé osnovní niti. Jejich programované kývavé pohyby umožňují vzorování bobinetové krajky.  Výroba na bobinetech se omezuje jen na několik speciálních tylů. 

### Ruční práce s žakárovým vzorováním
Žakárovým vzorováním se vytváří v ručně pletených (např. Fair Isle), vyšívaných nebo háčkovaných textiliích zřetelně ohraničené obrazce různých tvarů.  (snímek 7)

## Galerie žakárů

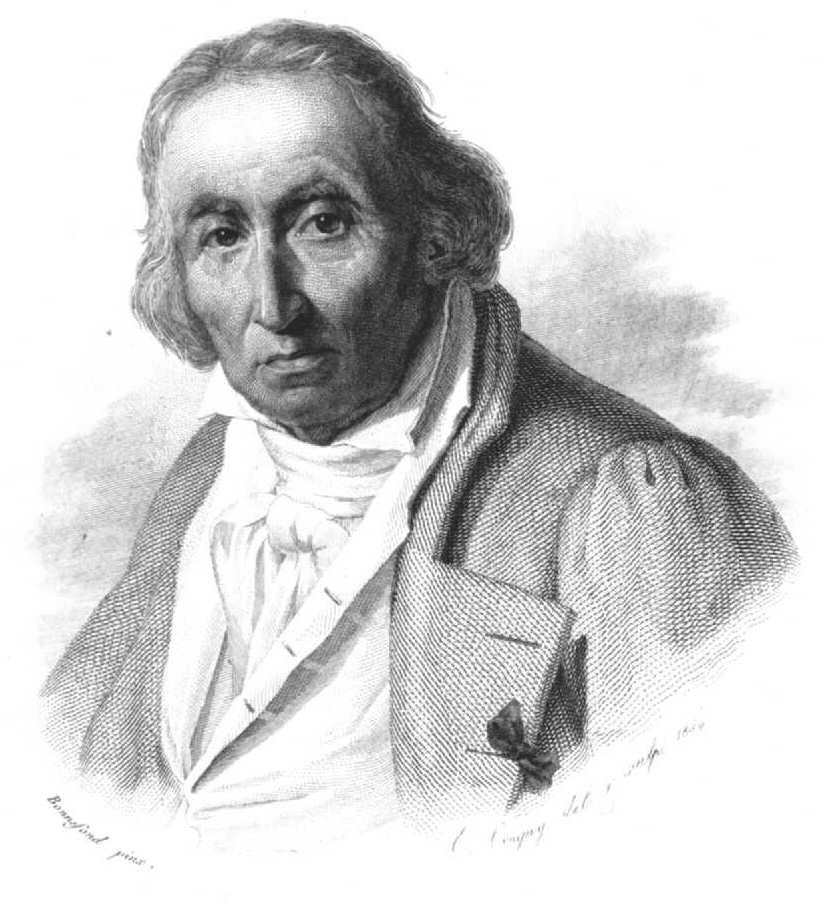
(1) Joseph Marie Jacquard
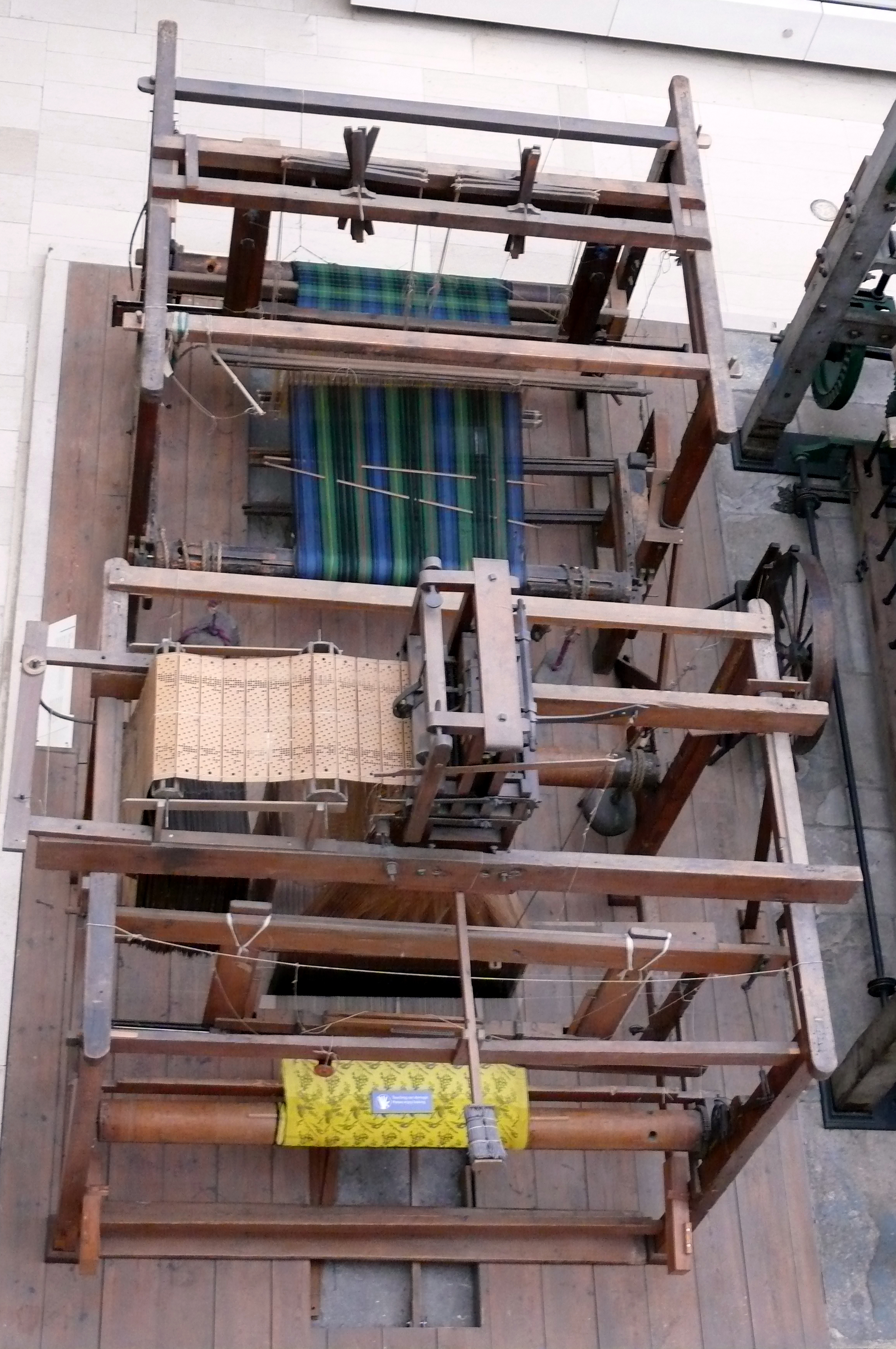
(2) Žakárové ústrojí s děrovacími kartami na ručním tkalcovském stavu
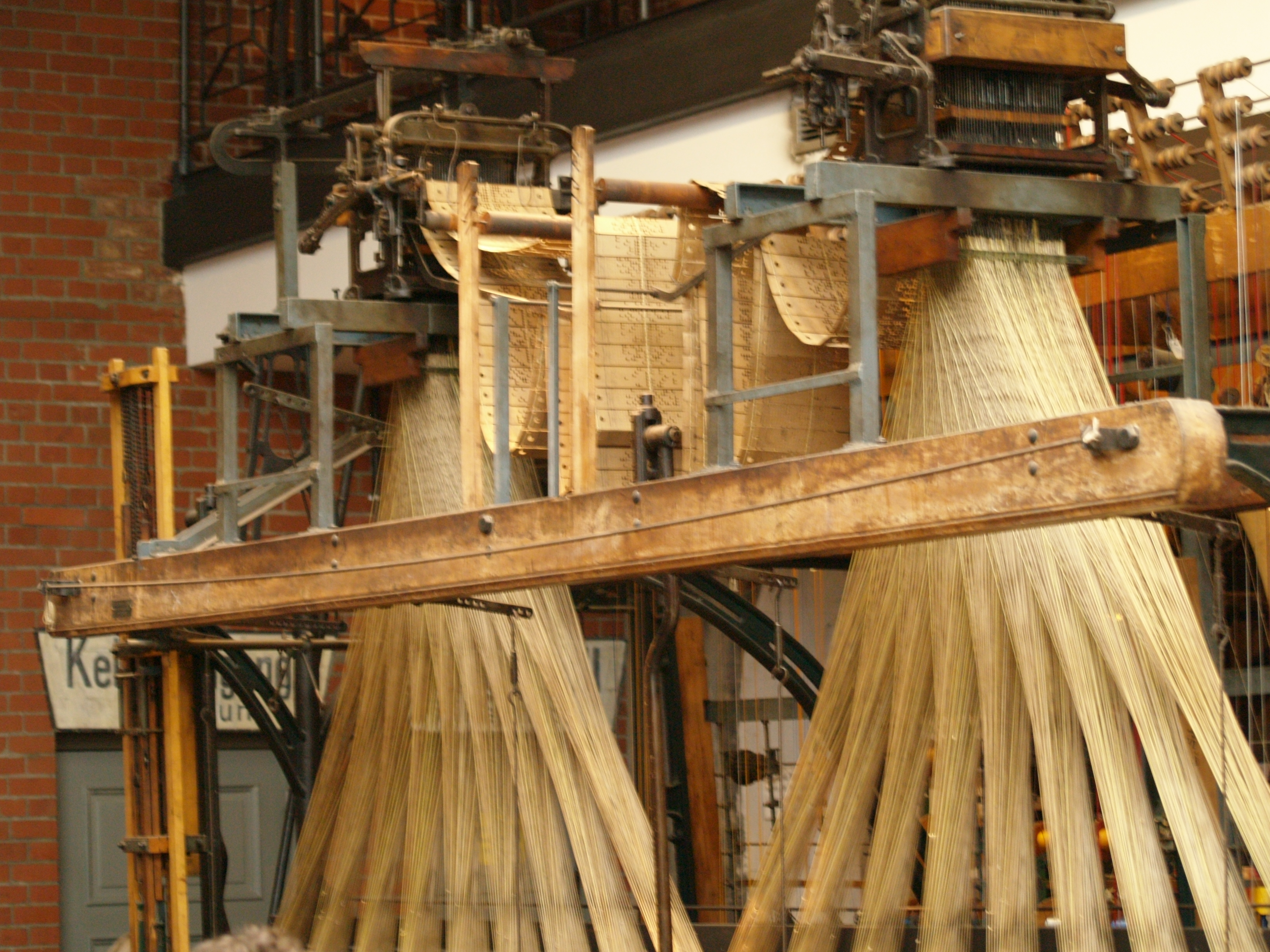
(3) Dvě žakárová ústrojí s nitěnkami na jednom muzeálním tkacím stroji
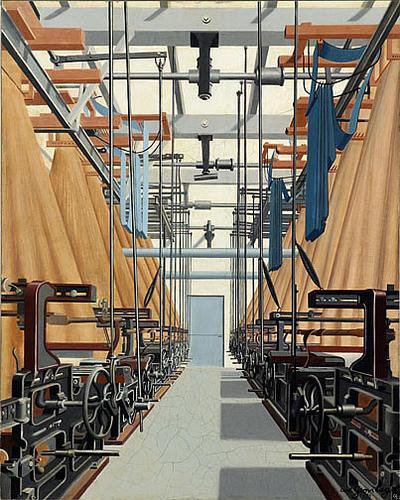
Žakárská tkalcovna (olejomalba z roku 1934)
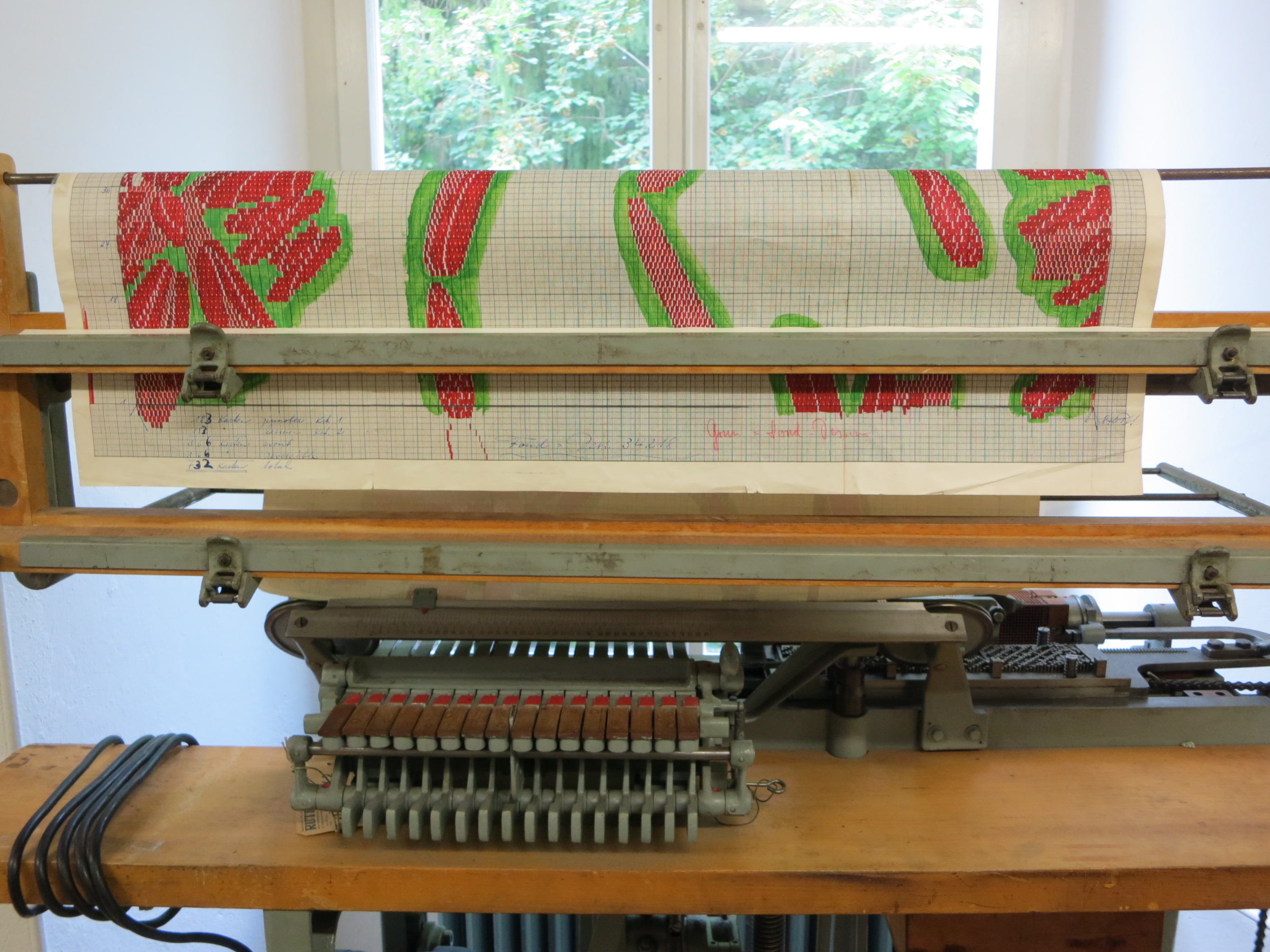
Vytloukání vzorovacích karet podle žakárové vzornice
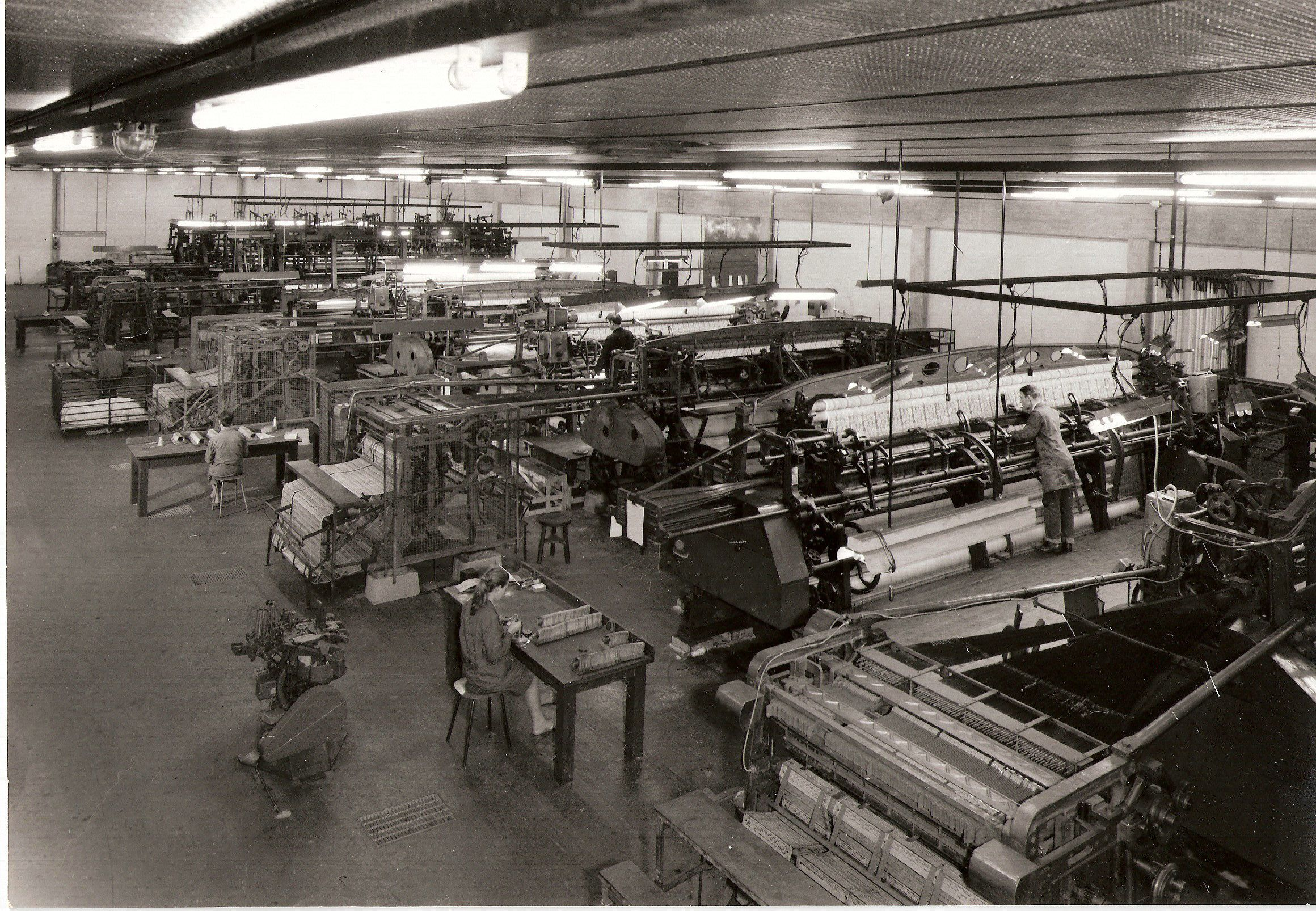
Bobinetové stroje s žakárovým ústrojím
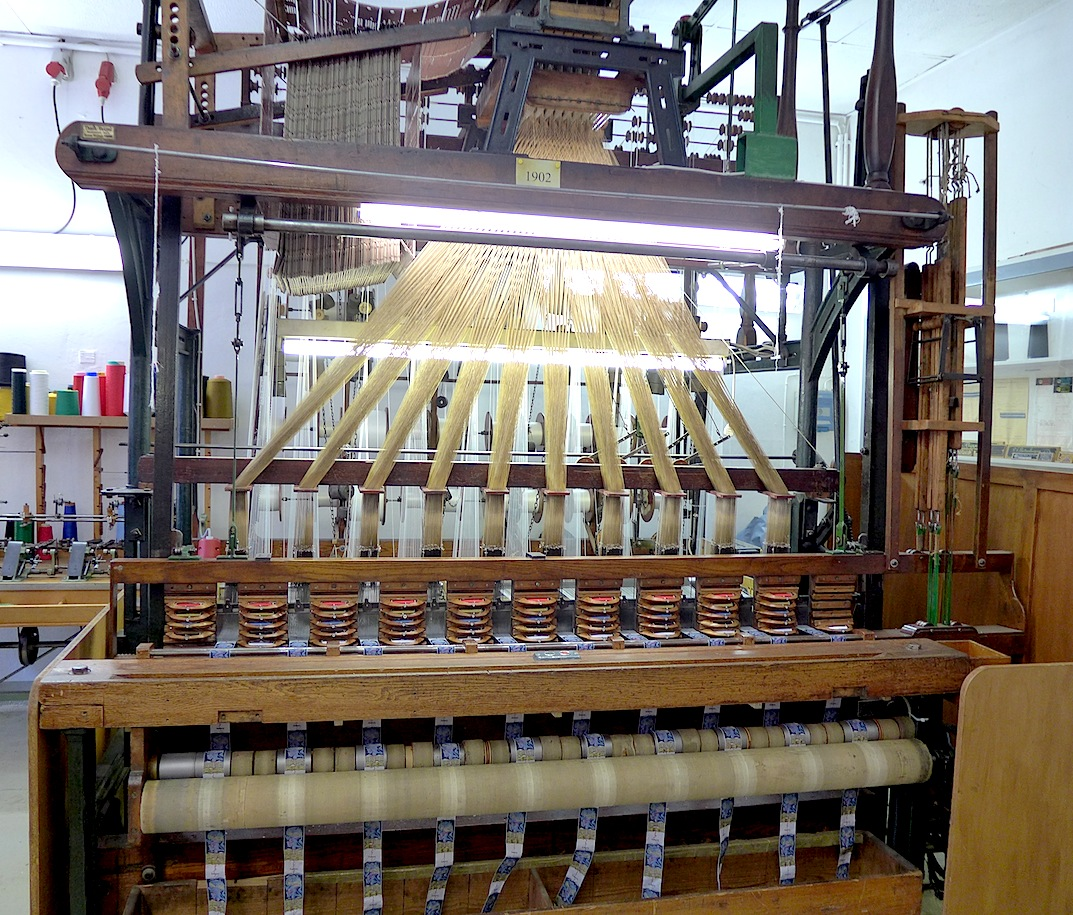
Žakár na stuhovém tkacím stroji
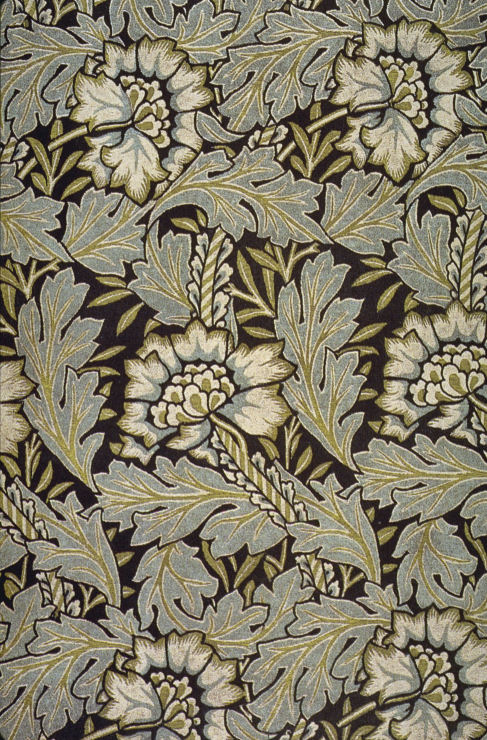
(4) Žakárový damašek z roku 1876 (z hedvábné a vlněné příze)
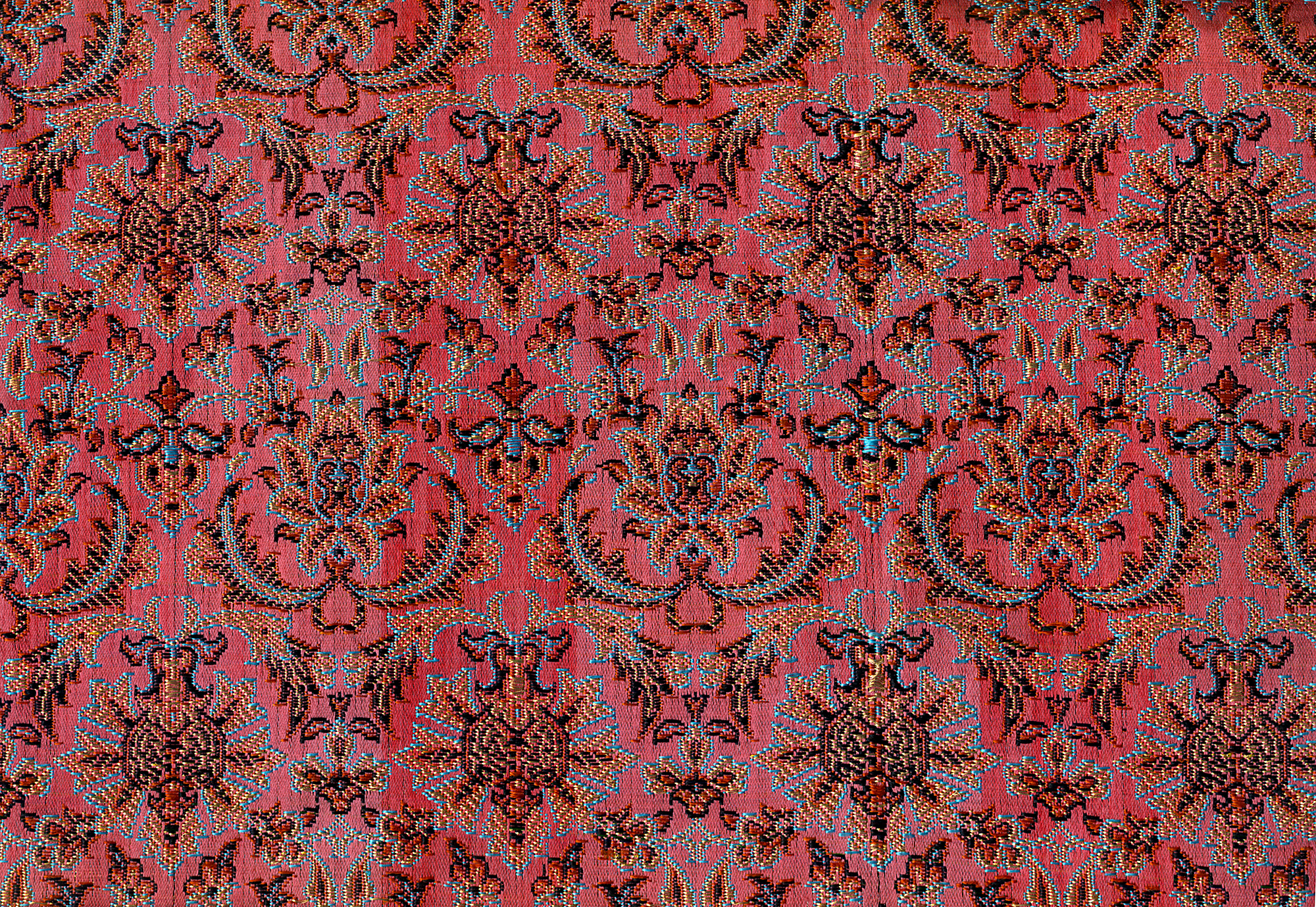
Perský hedvábný brokát (1974)
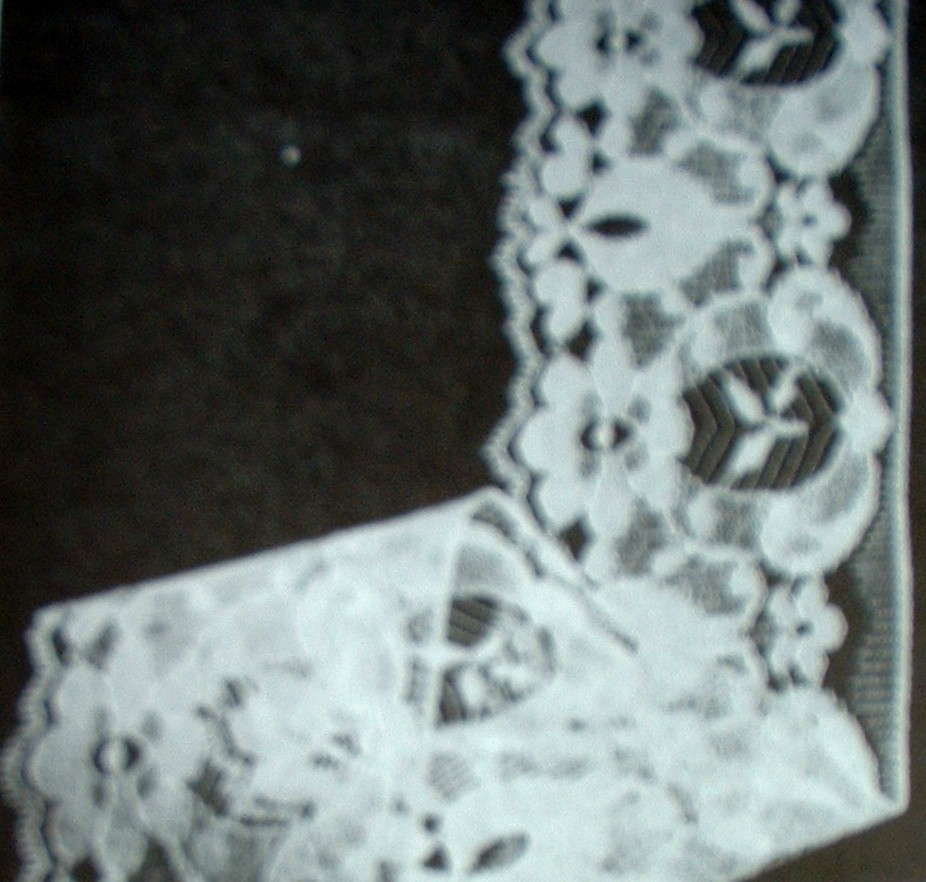
(5) Krajka zhotovená na rašlu
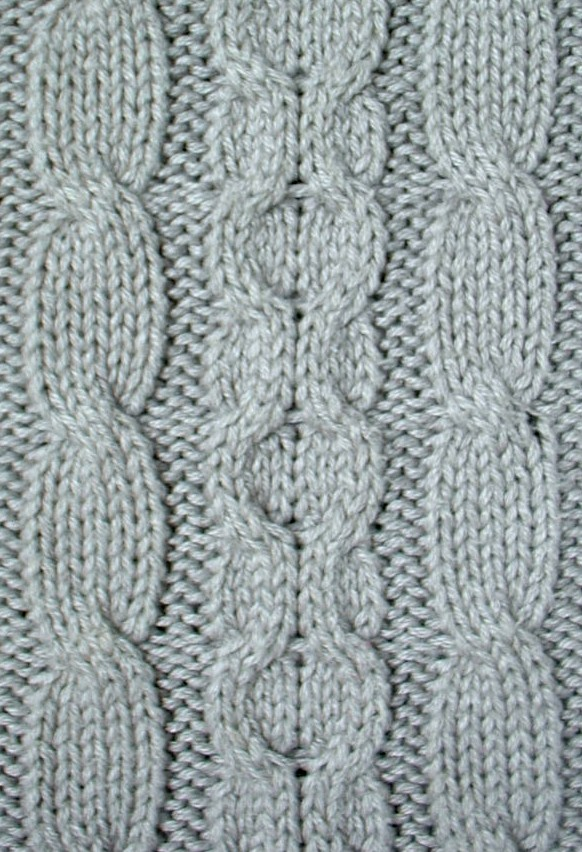
(6) Copánkový vzor z plochého pletacího stroje
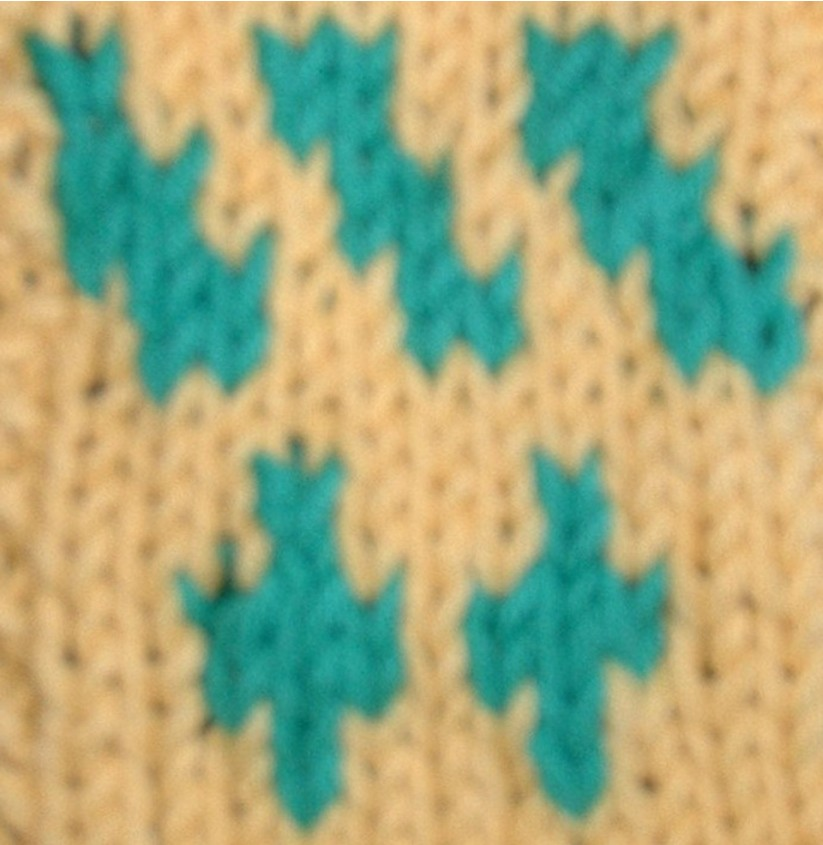
(7) Ručně pletený žakárový vzor